# Thrinoxethus bombonus
Thrinoxethus bombonus är en mångfotingart som beskrevs av Chamberlin 1941. Thrinoxethus bombonus ingår i släktet Thrinoxethus och familjen Aphelidesmidae. Inga underarter finns listade i Catalogue of Life.